# Ljusgöl (Hjorteds socken, Småland, 639847-152416)
Ljusgöl är en sjö i Västerviks kommun i Småland och ingår i Botorpsströmmens huvudavrinningsområde. Sjön är 8,1 meter djup, har en yta på 0,0546 kvadratkilometer och befinner sig 105 meter över havet.

## Delavrinningsområde
Ljusgöl ingår i det delavrinningsområde (640087-152429) som SMHI kallar för Utloppet av Storsjön. Medelhöjden är 101 meter över havet och ytan är 27,88 kvadratkilometer. Det finns inga avrinningsområden uppströms utan avrinningsområdet är högsta punkten. Försjöbäcken som avvattnar avrinningsområdet har biflödesordning 2, vilket innebär att vattnet flödar genom totalt 2 vattendrag innan det når havet efter 29 kilometer. Avrinningsområdet består mestadels av skog (77 procent). Avrinningsområdet har 3,36 kvadratkilometer vattenytor vilket ger det en sjöprocent på 12 procent.